# Braz da Viola

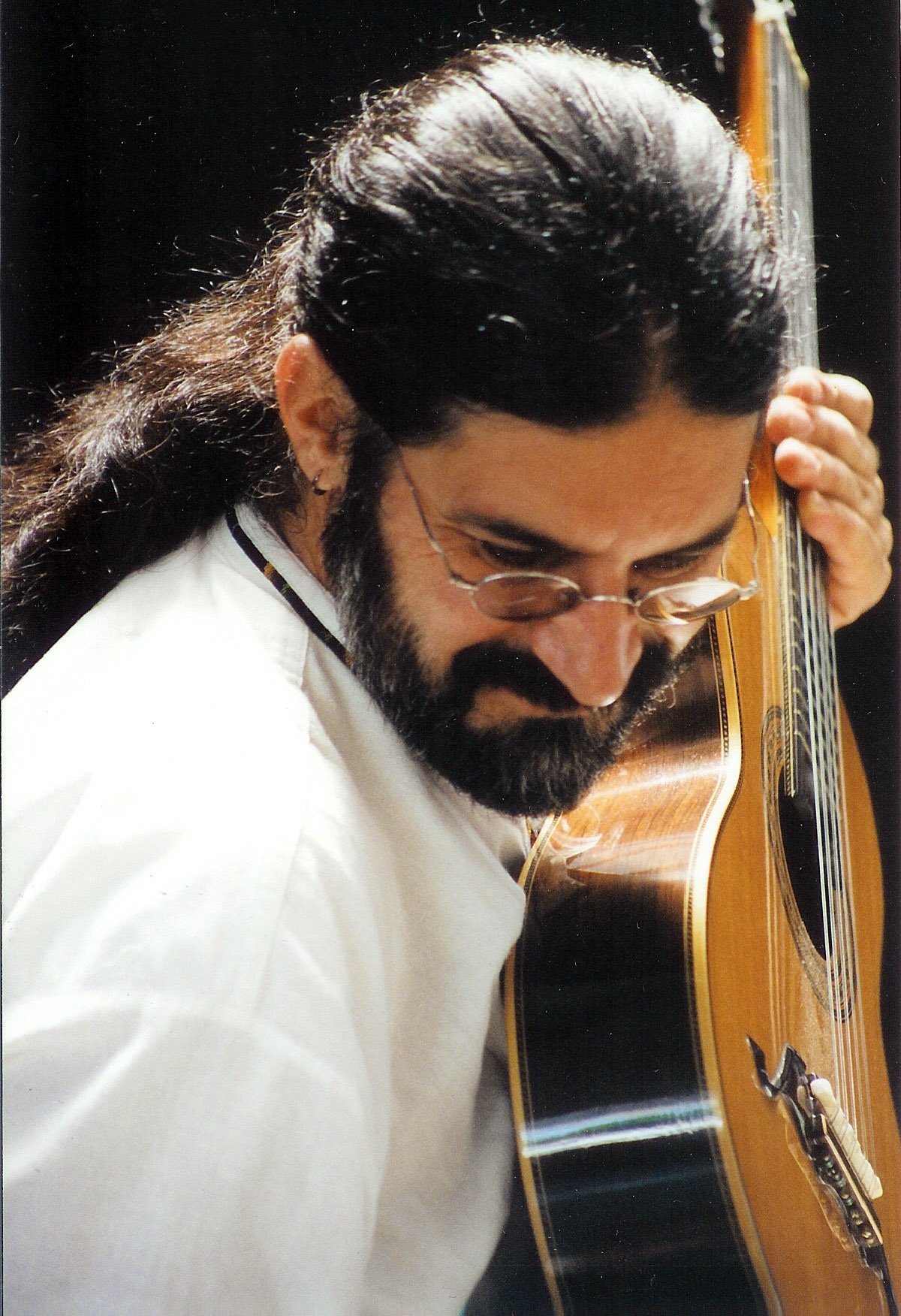
Braz da Viola mit seiner Viola Caipira

Braz Roberto da Costa, kurz Braz da Viola (* 1961 in Consolação, Minas Gerais) ist ein brasilianischer Multiinstrumentalist, Gitarrenbauer, Dirigent und Lehrer.

## Leben
Braz Roberto da Costa wurde in Minas Gerais geboren, seine Eltern zogen 1965 nach São José dos Campos im Bundesstaat São Paulo. Hier kam er insbesondere durch seinen Onkel Braz Aparecido, einem Radiomoderator und Komponisten, mit der Música Sertaneja in Kontakt. Er begann mit 15 Jahren Gitarre zu spielen, sein Lehrer wurde der Gitarrist Dino Barioni. Er spielte mit mehreren Gitarristen in Brasilien, wie Roberto Corrêa, Paulo Freire, Renato Andrade, Pereira da Viola, Ivan Vilela und dem Duo Zé Mulato e Cassiano.
1990 begann er in São José dos Campos zu unterrichten und gründete 1991 mit Schülern das „Orquestra de Viola Caipira de São José dos Campos“ und leitet es auch heute. Neben anderen arbeitete er hier mit der Sängerin Inezita Barroso zusammen. Sein musikalisches Anliegen ist dabei, die speziellen für Südbrasilien typischen Gitarren- und Lautenformen wie die Viola Caipira oder die Viola do Cocho auch für Orchester bekannter zu machen. Hierzu führte er, neben der Veröffentlichung einer Reihe musikpädagogischer Lehrbücher, auch ab 1994 Viola-Workshops in mehreren Städten durch. Im gleichen Jahr gründete er in Londrina das „Orquestra Viola de Coité“ und in Itamonte das „Orquestra Viola Serena“, weitere Orchestergründungen folgten ab 2011. Im August 2006 trat er auf dem Festival of World Cultures im irischen Dun Laoghaire auf.

## Gitarrenbau
Er erlernte den Bau der Viola caipira bei Renato Vieira von der Herstellerfirma XADRES.

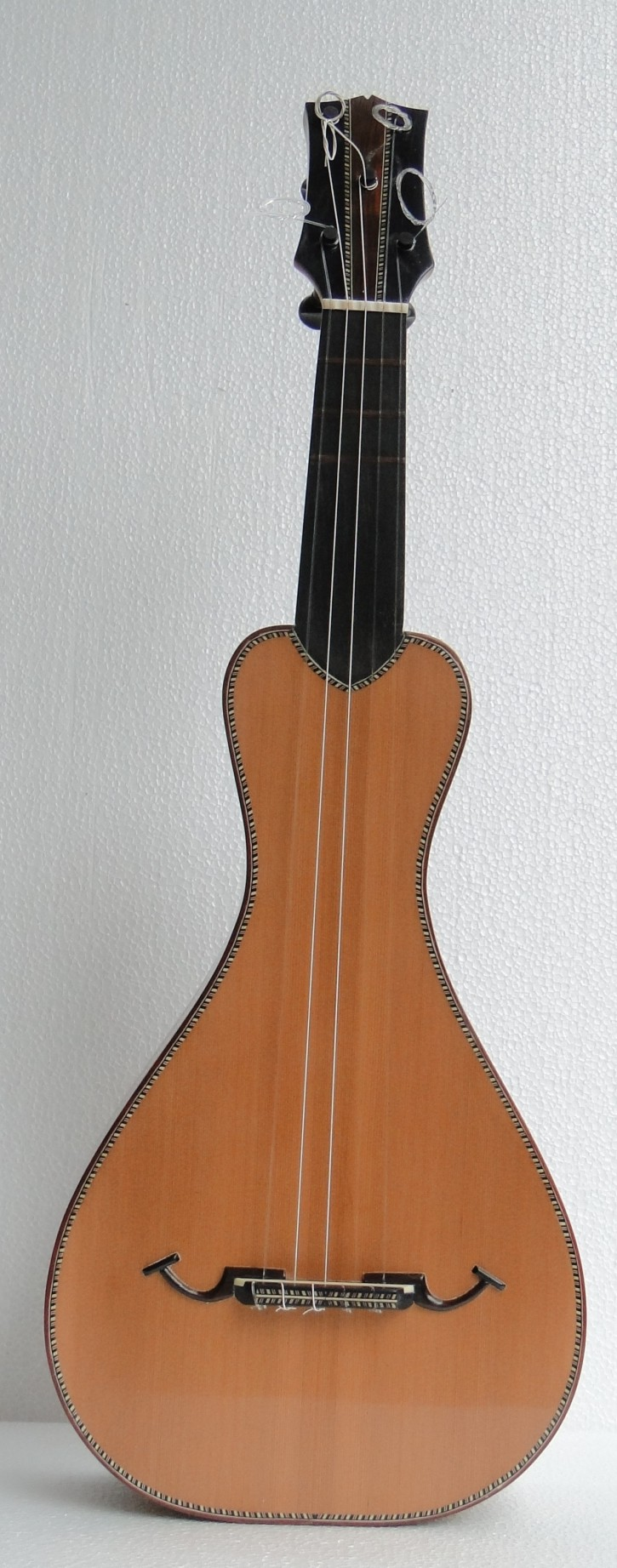
Viola de Cocho von Braz da Viola
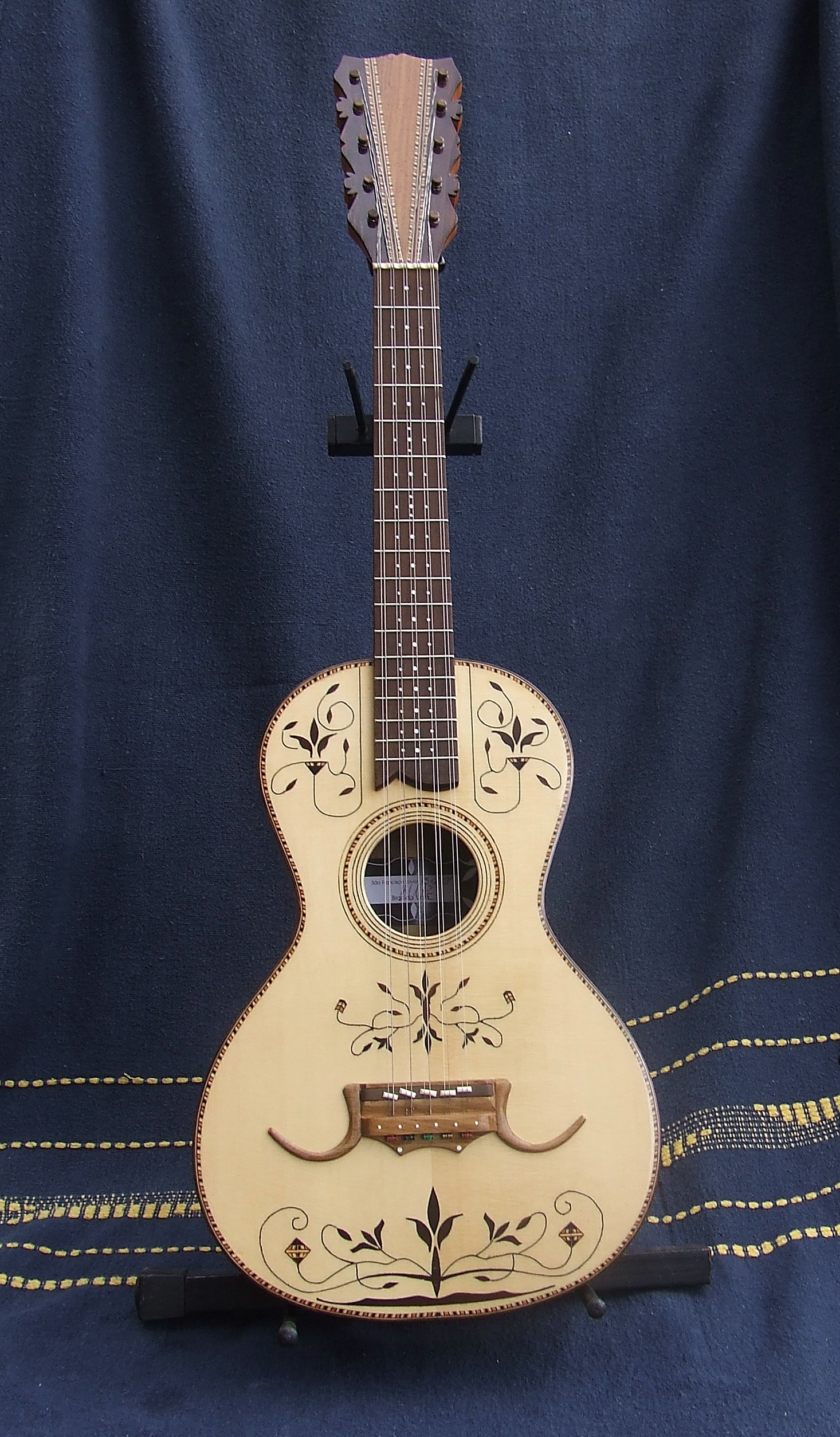
Viola Caipira von Braz da Viola

## Diskografie
- 1994: Paraiba vivo, o rio da minha terra mit dem Orquesta de Viola Caipira
- 1995: Modas e violas do vale mit dem Orquesta de Viola Caipira
- 1996: Crisálida mit Roberto Corrêa und Orquestra Juvenil
- 1997: Clarão do luar
- 1998: Violeiros do Brasil, Various artists
- 1998: Feito na Roça mit dem Orquesta de Viola Caipira
- 2000: Festa no Lugar mit dem Orquesta de Viola Caipira
- 2001: Florescê
- 2001: Viola de Coité mit dem Orquesta de Viola Caipira, Londrina

## Veröffentlichungen
- A Viola Caipira. Técnicas para ponteio. Ricordi, São Paulo 1992.
- Manual do Violeiro. Ricordi, São Paulo 1999.
- Um Toque de Viola. 10 peças para tocar. [Selbstverlag], São Paulo 2001.
- Pagode de Cabo a Rabo. [Selbstverlag], São Paulo 2004.
- Viola-de-Cocho. Método prático. [Selbstverlag], São Paulo 2004.
- Ponteios, O Pulo do Gato. [Selbstverlag], São Paulo 2004.
- Coleção Artesanato Brasileiro. Redecard, São Paulo 2008.
- Troca de Pares. Um Estudo Sobre as Escalas Duetadas. [Selbstverlag], São Paulo 2009.
- Rio Abaixo. [Selbstverlag], São Paulo 2010.